# Lepidophyma pajapanensis
Lepidophyma pajapanensis là một loài thằn lằn trong họ Xantusiidae. Loài này được Werler mô tả khoa học đầu tiên năm 1957.